# Nonan-1-ol
Le nonan-1-ol est un alcool utilisé comme arôme dans l'industrie alimentaire et la parfumerie. C'est un liquide incolore jaune très clair avec une odeur de citron similaire à l'odeur de l'huile de citronnelle.
Le nonanol est présent naturellement dans l'huile d'orange. La principale utilisation du nonanol est pour la production d'huile de citron artificielle. Différents esters du nonanol, comme l'acétate de nonanyle, sont aussi utilisés en parfumerie et comme arôme.